# Фридлендер, Карл
Карл Фридлендер (19 ноября 1847, Бжег — 13 мая 1887, Мерано) — немецкий микробиолог. В 1882 году выделил Klebsiella pneumoniae. В том же году помог обнаружить бактериальную природу пневмонии. Первым описал облитерирующий тромбангиит. В 1886 ввёл в медицинскую практику ампулы. Скончался в возрасте 39 или 40 лет от респираторного заболевания, вызванного, судя по всему, открытой им бациллой Фридлендера.
Из еврейской купеческой семьи; старший брат музыковеда Макса Фридлендера.

## Работы
- Friedländer, C. Über die Schizomyceten bei der acuten fibrösen Pneumonie. Virchow’s Arch pathol. Anat. u. Physiol., 87 (2):319-324, Feb. 4, 1882.
- Carl Friedländer: Arteriitis obliterans. Zentralblatt für die medizinischen Wissenschaften, Berlin, 1876, 14.